# Roberto II di Capua
Roberto II di Capua, detto di Sorrento (... – Palermo, 1156 circa), fu 7º principe di Capua (e 11º conte di Aversa) dal 1127 al 1135.

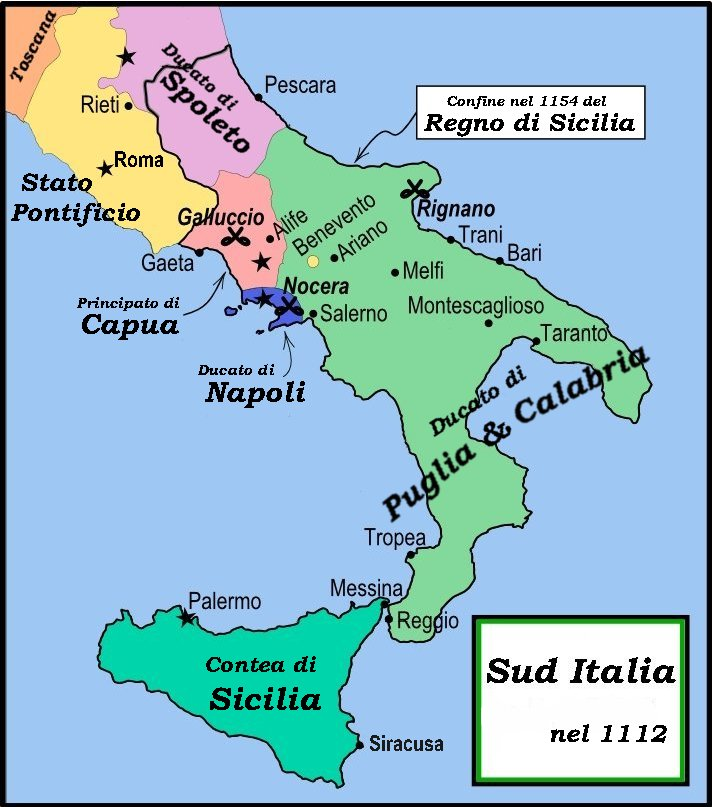
Il Mezzogiorno nel 1112; numerose piccole città-stato, solitamente sottoposte alla sovranità o vassalle degli stati più grandi, non sono riportate.

Apparteneva alla famiglia di origine normanna dei Drengot Quarrel.
(Falcone Beneventano, Chronicon Beneventanum)

## Biografia
Unico figlio di Giordano II successe al padre, morto nel 1127, e quello stesso anno fu confermato nel titolo di principe da papa Onorio II.
Sul finire del 1127, papa Onorio II si era recato a Benevento per predicare una crociata contro il Conte Ruggero II di Sicilia allo scopo di impedire l'unificazione della contea di Sicilia con il ducato di Puglia e Calabria, rimasto senza governante a causa della recente morte del legittimo duca Guglielmo II.
Il 30 dicembre ci fu l'insediamento di Roberto come principe ed il papa, che era andato a Capua per la cerimonia, lo reclutò subito per l'impresa.
Il papa probabilmente sperava di usare Capua come contrappeso contro la Puglia, come ai tempi del nonno e del bisnonno di Roberto, ed anche Roberto potrebbe aver pensato di assumere il ruolo di principale protettore del papa, come i suoi antenati.
Tuttavia, egli aveva una personalità debole e presto cadde malato, così quando Ruggero arrivò con il suo esercito la coalizione cominciò le trattative.
Onorio riuscì persino a negoziare l'indipendenza di Capua ma, nel 1129, Roberto si sottomise alla sovranità del duca di Puglia e l'anno successivo, il 25 dicembre 1130, fu lui che come vassallo più importante pose la corona reale sul capo di Ruggero.

### Ribellione e cacciata
Nel 1132, Roberto si ribellò insieme a molti altri vassalli del re di Sicilia e con l'aiuto di Papa Innocenzo II coalizzatosi con Luigi VI di Francia, Enrico I d'Inghilterra, e l'imperatore Lotario II.
Ruggero fu sconfitto nella Battaglia di Nocera del 24 luglio,  ma reagì bruciando Aversa e, nel 1134, costrinse alla sottomissione Rainulfo, conte di Alife, ed il nominalmente bizantino Duca Sergio VII di Napoli.
Roberto fu scacciato dalla sua città e Ruggero fece principe al suo posto il suo terzo figlio Alfonso (1135).
Roberto fuggì a Pisa, dove radunò una flotta e mosse guerra contro Ruggero in Sicilia, invece la flotta Pisana devastò Amalfi, prendendo un grande bottino.
Carico di questo bottino ed accompagnato da una delegazione papale, Roberto andò in Germania per invocare l'aiuto dell'imperatore.
Nella primavera 1137 l'imperatore scese nel meridione con Papa Innocenzo II, Enrico l’Orgoglioso duca di Baviera ed una grande esercito.
Essi presero Benevento, Bari, e la stessa Capua, insediarono Rainulfo come duca di Puglia e Roberto in Capua, rivendicando questi atti in battaglia.
Ma quando l'imperatore lasciò l'Italia, Ruggero saccheggiò ancora Capua.
Il 25 luglio 1139, Roberto ed il papa furono sconfitti in battaglia sul Garigliano, a Galluccio, caddero in una imboscata tesa dal figlio di re Ruggero, Ruggero di Puglia.
Il papa fu catturato mentre Roberto scappò.
Essi da quel momento lo riconobbero come principatus Capuae.
Quando Alfonso morì nel 1144, Ruggero fece principe il suo quarto figlio Guglielmo.
Alla morte di Ruggero nel 1154, Guglielmo gli successe come re e duca, ma Roberto riprese Capua nel 1155.
Egli morì poco dopo e Guglielmo assorbì definitivamente Capua nel regno di Sicilia.

### Il figlio
Roberto lasciò un figlio chiamato Giordano che visse a Costantinopoli, al servizio dell'imperatore Manuele I Comneno come sebastos, un diplomatico. Egli viaggiò fino a Roma nel 1166-1167 per tentare di promuovere la riunificazione della Chiesa cattolica con la Chiesa cristiana ortodossa.

## Ascendenza
|                                |   |                                   | Genitori                           |  |  | Nonni |  |  | Bisnonni                      |  |  | Trisnonni                       |  |
|                                |   |                                   |                                    |  |  |       |  |  | Riccardo I, principe di Capua |  |  | Asclettino I, conte di Acerenza |  |
|                                |   |                                   |                                    |  |  |       |  |  | Riccardo I, principe di Capua |  |  | Asclettino I, conte di Acerenza |  |
|                                |   | …                                 |                                    |  |  |       |  |  | Riccardo I, principe di Capua |  |  |                                 |  |
| Giordano I, principe di Capua  |   |                                   |                                    |  |  |       |  |  | Riccardo I, principe di Capua |  |  |                                 |  |
|                                |   | Fredesenda d'Altavilla            | Tancredi, signore d'Altavilla      |  |  |       |  |  |                               |  |  |                                 |  |
|                                |   | Fredesenda d'Altavilla            | Tancredi, signore d'Altavilla      |  |  |       |  |  |                               |  |  |                                 |  |
|                                |   | Fredesenda d'Altavilla            | Fresenda                           |  |  |       |  |  |                               |  |  |                                 |  |
| Giordano II, principe di Capua |   | Fredesenda d'Altavilla            |                                    |  |  |       |  |  |                               |  |  |                                 |  |
|                                |   | Guaimario IV, principe di Salerno | Guaimario III, principe di Salerno |  |  |       |  |  |                               |  |  |                                 |  |
|                                |   | Guaimario IV, principe di Salerno | Guaimario III, principe di Salerno |  |  |       |  |  |                               |  |  |                                 |  |
|                                |   | Guaimario IV, principe di Salerno | Gaitelgrima di Benevento           |  |  |       |  |  |                               |  |  |                                 |  |
| Gaitelgrima di Salerno         |   | Guaimario IV, principe di Salerno |                                    |  |  |       |  |  |                               |  |  |                                 |  |
|                                |   | Gemma di Capua                    | Laidolfo, principe di Capua        |  |  |       |  |  |                               |  |  |                                 |  |
|                                |   | Gemma di Capua                    | Laidolfo, principe di Capua        |  |  |       |  |  |                               |  |  |                                 |  |
|                                |   | Gemma di Capua                    | …                                  |  |  |       |  |  |                               |  |  |                                 |  |
| Roberto II, principe di Capua  |   | Gemma di Capua                    |                                    |  |  |       |  |  |                               |  |  |                                 |  |
|                                | … | …                                 |                                    |  |  |       |  |  |                               |  |  |                                 |  |
|                                | … | …                                 |                                    |  |  |       |  |  |                               |  |  |                                 |  |
|                                | … | …                                 |                                    |  |  |       |  |  |                               |  |  |                                 |  |
| …                              | … |                                   |                                    |  |  |       |  |  |                               |  |  |                                 |  |
|                                |   | …                                 | …                                  |  |  |       |  |  |                               |  |  |                                 |  |
|                                |   | …                                 | …                                  |  |  |       |  |  |                               |  |  |                                 |  |
|                                |   | …                                 | …                                  |  |  |       |  |  |                               |  |  |                                 |  |
| …                              |   | …                                 |                                    |  |  |       |  |  |                               |  |  |                                 |  |
|                                |   | …                                 | …                                  |  |  |       |  |  |                               |  |  |                                 |  |
|                                |   | …                                 | …                                  |  |  |       |  |  |                               |  |  |                                 |  |
|                                |   | …                                 | …                                  |  |  |       |  |  |                               |  |  |                                 |  |
| …                              |   | …                                 |                                    |  |  |       |  |  |                               |  |  |                                 |  |
|                                |   | …                                 | …                                  |  |  |       |  |  |                               |  |  |                                 |  |
|                                |   | …                                 | …                                  |  |  |       |  |  |                               |  |  |                                 |  |
|                                |   | …                                 | …                                  |  |  |       |  |  |                               |  |  |                                 |  |
|                                |   | …                                 |                                    |  |  |       |  |  |                               |  |  |                                 |  |